# Pampos Anastasiou
Pampos Anastasiou (in greco: Πάμπος Αναστασίου; 4 maggio 1958) è un ex calciatore cipriota, di ruolo centrocampista.

## Carriera
Ha giocato 4 partite per la nazionale cipriota dal 1984 e il 1986.